# Stara Studnica (gmina)
Stara Studnica – dawna gmina wiejska istniejąca w latach 1946–1954 w woj. szczecińskim i koszalińskim (dzisiejsze woj. zachodniopomorskie). Siedzibą władz gminy była Stara Studnica.
Gmina Stara Studnica powstała po II wojnie światowej na terenie tzw. Ziem Odzyskanych (tzw. III okręg administracyjny – Pomorze Zachodnie). 28 czerwca 1946 gmina – jako jednostka administracyjna powiatu drawskiego – weszła w skład nowo utworzonego woj. szczecińskiego. 6 lipca 1950 gmina wraz z całym powiatem drawskim weszła w skład nowo utworzonego woj. koszalińskiego.
Według stanu z 1 lipca 1952 gmina składała się z 4 gromad: Giżyno, Pepłówek, Sienica i Stara Studnica. Gmina została zniesiona 29 września 1954 wraz z reformą wprowadzającą gromady w miejsce gmin. Jednostki nie przywrócono 1 stycznia 1973 wraz z kolejną reformą reaktywującą gminy.